# مت گرووز
مت گرووز (انگلیسی: Matt Groves؛ زادهٔ ۱۱ دسامبر ۱۹۸۸) بازیکن فوتبال اهل بریتانیا است.
از باشگاه‌هایی که در آن بازی کرده‌است می‌توان به باشگاه فوتبال چیپنهام تاون، باشگاه فوتبال ویموث، باشگاه فوتبال یاته تاون، باشگاه فوتبال بریستول راورز، باشگاه فوتبال وستون سوپر مار، باشگاه فوتبال تیورتون تاون، و باشگاه فوتبال گلاستر سیتی اشاره کرد.